# Порфир'єв Віталій Сергійович
Віта́лій Сергі́йович Порфи́р'єв (25 листопада 1995 — 20 лютого 2015) — старший солдат Збройних сил України, учасник російсько-української війни.

## Життєвий шлях
2011 року закінчив НВК «Балтська ЗОШ І—ІІІ ст. № 1 ім. О. Гончара — ліцей». Того ж року вступив до Одеського ліцею з посиленою військово-фізичною підготовкою, який закінчив 2013-го.
5 травня 2014 року призваний на військову службу за контрактом, старший солдат 25-го окремого полку матеріального забезпечення тилу ЗСУ, в/ч А1559.
3 січня 2015 року відряджений для здійснення тилового забезпечення підрозділів, що виконували бойові завдання в зоні проведення боїв. 15 лютого на автомобілі «КамАЗ-43106» виїхав у Дебальцеве задля перевезення військового майна 128-ї гірсько-піхотної бригади.
18 лютого 2015 року, в районі населеного пункту Миронівський Бахмутського району, зазнав поранення, коли терористи вели обстріл з важкого озброєння. Важкопораненим його доставлено до Харківського шпиталю, де він помер 20 лютого.
Похований 23 лютого 2015-го в селі Мирони.
Без Віталія лишились батьки та сестра.

## Нагороди та вшанування
- Указом Президента України № 270/2015 від 15 травня 2015 року — орденом Данила Галицького (посмертно)[1]
- у військовій частині А1559 відкрито меморіальну дошку Віталію Порфир'єву